# کریم المرابت
کریم المرابت (عربی: كريم المرابت؛ زادهٔ ۳۰ آوریل ۱۹۸۷) بازیکن فوتبال اهل مراکش است.
از باشگاه‌هایی که در آن بازی کرده‌است می‌توان به باشگاه فوتبال لیل، باشگاه فوتبال نانت، باشگاه فوتبال المپیک اسفی و باشگاه فوتبال الفتح اشاره کرد.
وی همچنین در تیم‌های ملی فوتبال زیر ۱۹ سال فرانسه، زیر ۲۱ سال فرانسه و مراکش بازی کرده‌است.